# Виллер-сюр-Мер
Вилле́р-сюр-Мер (фр. Villers-sur-Mer) — коммуна во Франции, находится в регионе Нижняя Нормандия. Департамент коммуны — Кальвадос. Входит в состав кантона Трувиль-сюр-Мер. Округ коммуны — Лизьё.
Код INSEE коммуны — 14754.

## Палеонтология
Многочисленные окаменелости позвоночных найдены в юрских (верхний келловейский ярус) скалах «Vaches-Noires» в Виллер-сюр-Мер. Ископаемый материал включает морских рептилий, в частности телеозаврид (Steneosaurus heberti) и метриоринхид, целакантообразных, крупную рыбу-фильтратора Leedsichthys и динозавров. 2,5-метровый скелет метриоринхида, отнесённый к Metriorhynchus cf. superciliosus, уникален благодаря сохранившейся в желудке непереваренной пище: остаткам беспозвоночных и жаберному аппарату Leedsichthys. Такое содержание подтверждает, что крупные рыбы не являлись главным рационом этих талаттозухий и данная особь, скорее всего, поедала уже мёртвого Leedsichthys.
Виллер-сюр-Мер известен большими топиарными динозаврами, выходящими на море из сада туристического агентства. В определённые годы в саду появляется детёныш динозавра. В здании офиса туризма есть небольшой музей, в котором рассказывается о ресурсах и открытиях.

## Население
Население коммуны на 2010 год составляло 2713 человек.
| 1962 | 1968 | 1975 | 1982 | 1990 | 1999 | 2010 |
| ---- | ---- | ---- | ---- | ---- | ---- | ---- |
| 1608 | 1669 | 1769 | 1853 | 2019 | 2324 | 2713 |

## Экономика
В 2010 году среди 1540 человек трудоспособного возраста (15—64 лет) 1060 были экономически активными, 480 — неактивными (показатель активности — 68,8 %, в 1999 году было 70,0 %). Из 1060 активных жителей работали 933 человека (459 мужчин и 474 женщины), безработных было 127 (60 мужчин и 67 женщин). Среди 480 неактивных 90 человек были учениками или студентами, 240 — пенсионерами, 150 были неактивными по другим причинам.